# Erythrophleum letestui
Erythrophleum letestui är en ärtväxtart som beskrevs av Auguste Jean Baptiste Chevalier. Erythrophleum letestui ingår i släktet Erythrophleum och familjen ärtväxter. Inga underarter finns listade i Catalogue of Life.